# عمل إبداعي
العمل الإبداعي (بالإنجليزية: creative work)‏ هو مظهر من مظاهر الجهد الإبداعي بما في ذلك الأعمال الفنية -الفنون الجميلة- يشمل ذلك (النحت واللوحات والرسم وفن، والتمثيل) كذلك الرقص والكتابة (الأدب) وصناعة الأفلام والتأليف.

## الجانب القانوني/ فلسطين حره
تتطلب الأعمال الإبداعية عقلية إبداعية، ولا تُقدم عادةً بطريقة عشوائية رغم من أن بعض الأعمال تظهر -في العادة- نوعًا من التحكُّميّة، حيث يُستبعد غالبًا أحتمال أن يقوم شخصان بإنشاء نفس العمل بشكل مستقل عن الآخر -أي أنها تُنسب كعمل إبداعي لشخص أو عدة أشخاص دون غيرهم-. يتضمن العمل الإبداعي في قاعدته خطوتين رئيسيتين وهي امتلاك فكرة، ثم تحويل تلك الفكرة إلى شيء محسوس أو طرحه بشكل موضوعي. قد تشمل العملية الإبداعية فردًا واحدًا أو أكثر. عادةً ما يكون للعملية الإبداعية بعض القيمة الجمالية التي يتم تحديدها على أنها «تعبير إبداعي» يفرض ذاته بشكل عام، وبمثابة محفز يراه الشخص على أنه إبداع. كثيرًا ما يستخدم المصطلح في سياق حق المؤلف.